# Cúmulo de Norma
Coordenadas:  15h 16m 32.8s, −60° 54′ 30.0″
El cúmulo de Norma (ACO 3627 o Abell 3627) es un cúmulo de galaxias situado en el centro del Gran Atractor. De hecho, se estima que la masa del cúmulo de Norma es de 1015 masas solares, más del 10% de la masa total del Gran Atractor. Debido a que está situado a sólo siete grados de nuestro plano galáctico, su estudio desde la Tierra resulta muy complicado, ya que se encuentra en la denominada zona vacía, y la propia Vía Láctea impide una buena observación.